# Word on a Wing
«Word on a Wing» — композиция, написанная Дэвидом Боуи в 1975 году для альбома Station to Station, она фигурирует в качестве заключительного трека первой стороны пластинки.
По признанию самого Боуи, песня была написана во время духовного отчаяния, вызванного кокаином, которое он испытывал в период съемок фильма «Человек, который упал на Землю». В 1980 году, рассуждая о ней в интервью журналу NME, музыкант заявил: «Это были дни сильной психологической тревоги — во время создания фильма Николауса Роуга я почти начал чувствовать нечто вроде своего перерождения, возрождения. Это был первый раз, когда я по-настоящему начал думать о Иисусе и Боге во всех смыслах — „Word on a Wing“ стала моей защитой. Она была полной противоположностью тех вещей, который я нашел в фильме. Страсть в песне была искренней… что-то, что мне нужно было создать внутри себя, чтобы защитить себя от ситуаций, которые происходили на съемках».
Во время записи этой песни Боуи начал носить серебряный крест, который он продолжит носить и после. Несмотря на содержание песни, утверждающее, что он: «изо всех сил старается вписаться в схему вещей Господа», Боуи, по-видимому, с подозрением относился к слепой вере в контексте религии, восклицая: «только по причине того, что я верю, не значит, что я перестаю думать; не нужно подвергать сомнению все, что есть на небесах или в аду». Это подозрение, кажется, противоречит настроению, которое музыкант испытывал во время записи «Golden Years», в тексте которой он произносит: «Я верю до конца». Впоследствии Боуи отмечал, что «это был момент, когда я чуть не попался на эту [религиозную] удочку... ношение креста как [символ] спасения человечества — в период [съёмок у] Роуга».

## Участники записи
- Дэвид Боуи: вокал, меллотрон
- Уоррен Пис: перкуссия, бэк-вокал
- Рой Биттан: фортепиано, орган
- Эрл Слик: соло-гитара
- Джордж Мюррей: бас-гитара
- Карлос Аломар: ритм-гитара
- Деннис Дэвис: ударные
- Гарри Маслин: синтезатор, вибрафон

## Другие издания
- Песня была переиздана на стороне «Б» сингла «Stay» в июле 1976 года. Сингл версия включена в Re:Call 2, часть сборника Who Can I Be Now? (1974–1976), выпущенного в 2016 году.